# Shire of Katanning
Shire of Katanning is een Local Government Area (LGA) in de regio Great Southern in West-Australië. Shire of Katanning telde 4.057 inwoners in 2021. De hoofdplaats is Katanning.

## Geschiedenis
Op 19 mei 1892 werd het Katanning Road District opgericht. Ten gevolge de Local Government Act van 1960 veranderde het district op 23 juni 1961 van naam en werd de Shire of Katanning.

## Beschrijving
Shire of Katanning is een landbouwdistrict in de regio Great Southern. Het is ongeveer 1.500 km² groot en ligt 280 kilometer ten zuidoosten van de West-Australische hoofdstad Perth. Het district telde 4.057 inwoners in 2021 en de hoofdplaats is Katanning.

## Plaatsen, dorpen en lokaliteiten
- Katanning
- Badgebup
- Ewlyamartup
- Moojebing
- Murdong
- Pinwernying